# Skagensjægere
Skagensjægere fra 1898 er et maleri af P.S. Krøyer. Maleriet skildrer en jagt den 21. september 1897. Krøyer lagde meget vægt på selskabelighed i forbindelse med jagter, i modsætning til Michael Ancher der var den fødte jæger.

## Motiv
På en klitskråning ligger en gruppe jægere og hviler, mens de indtager deres frokost, de har deres jagthunde med og foran ligger jagtudbyttet og bag dem ses i midten deres madkurv. Jægerne fanger naturligt øjnene, til venstre er der et vue ud over det åbne flade landskab. Ca. midt i billedets horisontlinje ses der en båke i Gammel Skagen.
Maleriet er ikke som andre fra 1890'erne ikke malet i den blå tone, men malet med jordfarver. Maleriet er malet efter fotografier som forlæg som Krøyer selv har taget.

## Persongalleri
Michael Ancher er placeret øverst, bagerst i gruppen i en blå jakke. Øvrige portrætterede i maleriet er fra venstre; Degn Brøndum og liggende på maven arkitekten Ulrik Plesner, derefter Einar Hein og Skagens kæmner Johan Friederich Brodersen. På Michael Anchers højre side ses overplantør C.F. Dahlerup, og til hans venstre ligger Krøyer med det rødlige skæg ved siden af sin hund Rap.

## Forstudier
Der findes flere forstudier til Skagensjægere. På Skagens Museum findes fire skitser som oliestudier, nemlig Skagensjægere, 1897, olie på træ, 32 x 43 cm; Krøyers Hund Rap, 1898, olie på træ, 43 x 31,5 cm; Overplantør C.F. Dahlerup med Jagthund, 1898, olie på træ, 43,2 x 31,6 cm og Arkitekt Ulrik Plesner liggende i Klitterne, 1898, 51,7 x 92,6 cm, på Den Hirschsprungske Samling findes den egentlige karton, 1898, pastel på papir, 136,5 x 246,5 cm. På fotografier fra 1895 ses på flere en kultegning af motivet over Krøyers kamin.
Et forlæg, der måler 32x43 cm og er malet på træ, blev solgt på auktion hos Ellekilde Auktioner A/S for 1.550.000 kr. 2. december 2000.
- P.S. Krøyer, skitse til Skagensjægere, 1897.[7][8]
- P.S. Krøyer, Skagens jægere, 1898, 32x43 cm, solgt på auktion hos Ellekilde Auktioner A/S for 1.550.000 kr
- P.S. Krøyer, Studie til maleriet Skagens jægere, 1898, 57x64 cm, solgt for 2.600.000 kr hos Ellekilde, København 25. oktober 2000.[6]

## Komposition
Kompositionens hovedlinjer er diagonalen, der udgør skråningen jægerne er henslængt på, og horisonten, der er placeret lidt over øverste vandrette tredjedelslinje. I det højre øverst gyldne snit er Skagens kæmner Johan Brodersen, i den øverste vandrette linje der tilhører det gyldne snit er flere ansigter/hoveder anbragt: fra venstre er det Degn Brøndum, Einar Hein, Hans Brodersen, P.S. Krøyer og hunden Rap.

## Proveniens
Maleriet blev solgt til Aarhus Kunstmuseum i 1899 og har tilhørt museet siden.